# Liang Ji
Liang Ji (梁冀) (? - 159), kurtoazno ime Bozhuo (伯卓) bio je kineski političar i vojskovođa u službi dinastije Han, poznat po tome što je uz pomoć svojih sestara carica Liang Na i Liang Nüying dominirao carskom vladom 150-ih, da bi nakon njihovih smrti bio svrgnut i ubijen u dvorskom puču od strane eunuha.

## Životopis
Liang Ji se rodio kao najstariji sin Liang Shanga, službenika čija se kćer Liang Na godine 128. udala za cara Shuna a godine 132. dobila titulu carice. Liang Shang, koji je proglašen Velikim maršalom, bio je, prema kineskim povijesnim izvorima, čestit čovjek, ali njegov sin Liang Ji se oženio za Sun Shou, koja je opisivana kao zavodnica koja je Liang Jia okrenula razvratu, uključujući i homoseksualne odnose sa slugom po omenu Qin Gong (秦宮), te zajedno s Lingom i Qinom imala ménage à trois.
Liang Ji je godine 136. imenovan za upravnika carske prijestolnice Luoyang, i već je tada pokazao sklonost tiraniji, okrutnosti i spletkama, odnosno koristio plaćene ubojice kako bi ušutkao svoje kritičare. Nakon očeve smrti 141. je naslijedio njegovo mjesto velikog maršala. Kada je car Shun godine 144. umro, njegova sestra Liang Na je kao carica majka postala regentica njenom sinu Chongu. Chong je nakon dvije godine umro, a Liang Na je nakon toga odbila sugestiju svog brata da vijest o tome zataji od naroda kako bi klan Liangovih zadržao vlast. Liang Ji je, međutim, uspio isposlovati da novi car postane 7-godišnji Zhi. Dječak se, međutim, usudio kritizirati svog ministra, te ga je Liang Ji dao otrovati. Za novog cara je odabran 13-godišnji markiz od Liwua, koji je bio zaručen za Liang Jijevu mlađu sestru Liang Nüying i postao poznat kao car Huan.
Za vrijeme Huanove vladavine je Liang Ji prigrabio apsolutnu vlast, pogotovo nakon 150. kada je umrla Liang Na, jedina koja je koliko-toliko mogla obuzdavati njegove ambicije. Liang Ji je prestao iskazivati čak i formalno poštovanje prema caru te se počeo ponašati kao de facto car, nalik na Wang Manga, kancelara koji je prije stoljeće i pol nakratko svrgnuo dinastiju Han. U to vrijeme je svatko tko bi se usudio javno ga kritizirati riskirao smrt.
Kada je njegova sestra Liang Nüying godine 159. umrla, Liang Ji je, pak, držao da cara uz sebe može vezati još jednim brakom. Jednu od svojih rođaka po Deng Mengnü je posvojio kao svoju kćer te je udao za cara Huana. Kako bi caricu potpuno vezao uz sebe, dao je likvidirati njenu majku Gospu Xian; plaćene ubojice, međutim, u tome nisu uspjele. I carica i car su doznali za zavjeru te su, uplašeni za svoje živote, organizirali vlastitu zavjeru s dvorskim eunusima. Caru vjerni vojnici su nakon toga opkolili Liang Jia i Sun Shou u njihovoj kući i natjerali ih na samoubojstvo. Nakon toga je provedena krvava čistka carske uprave u kojoj su likvidirani svi rođaci Liang Jija i Sun Shou; zbog toga je trebalo nekoliko godina da se ispražnjena mjesta popune.
S druge strane, car Huan je isto tako zaplijenio bogatstvo koje je Liang Ji godinama akumulirao te mogao smanjiti carske poreze za 50 %. Zbog svega toga je Liang Jijeva smrt u narodu izazvala veliko veselje.